# Surrey County Intermediate League (Western)
Surrey County Intermediate League (Western) là một trong 3 giải bóng đá nghiệp dư Anh có đa số các đội ở hạt Surrey và nhỏ hơn 2 giải đấu góp đội cho Surrey Elite Intermediate League.

## Lịch sử
Quay về lại giai đoạn năm 1891 khi East and West Surrey League được thành lập và tái cơ cấu thành West Surrey League năm 1905. Sau đó giải đổi tên thành Surrey Intermediate League cùng lúc với giải Surrey Senior League được thành lập năm 1922.

## Cấu trúc
Hai hạng đấu chính của giải có 24 câu lạc bộ đền từ nửa Tây Surrey, một đội từ Farnborough, Hampshire và một đội từ Bedfont, Greater London. Hạng Premier Division nằm ở Cấp độ 12 trong Hệ thống các giải bóng đá ở Anh. Các đội có thể thăng hạng Surrey Elite Intermediate League. Các đội ở Division One có thể bị xuống hạng và được thay thế bởi các đội thăng hạng từ Guildford & Woking Alliance.  Các đội dự bị thường vẫn được giữ lại trong 2 hạng đấu dự bị.

## Các câu lạc bộ mùa giải 2015–16

### Premier Division
- Chiddingfold
- Cranleigh
- Farnborough North End
- Laleham
- Lightwater United
- Milford & Witley
- Millmead
- Royal Holloway Old Boys
- Shottermill & Haslemere
- Tongham
- University of Surrey
- Woking & Horsell

### Division One
- Chertsey Curfews
- Egham Athletic
- Guildford Park
- Guildford United
- Hambledon
- Keen's Park Rangers
- Knaphill Athletic
- Old Salesians
- West End Village
- Windlesham United
- Woking Cougars
- Worplesdon Phoenix

## Đội vô địch
East and West Surrey League
| Mùa giải  | Vô địch                   |
| --------- | ------------------------- |
| 1891–92   | Godalming Recreation Club |
| 1892–93   | Godalming Recreation Club |
| 1893–94   | Weybridge                 |
| 1894–95   | Guildford                 |
| 1895–96   | Woking                    |
| 1896–97   | Guildford                 |
| 1897–98   | Woking                    |
| 1898–99   | Guildford                 |
| 1899–1900 | Guildford                 |
| 1900–01   | Guildford                 |
| 1901–02   | Guildford                 |
| 1902–03   | Redhill                   |
| 1903–04   | Guildford                 |
| 1904–05   | Woking                    |

West Surrey League
| Mùa giải  | Vô địch                  |
| --------- | ------------------------ |
| 1905–06   | Kingston-on-Thames       |
| 1906–07   | Kingston-on-Thames       |
| 1907–08   | Woking                   |
| 1908–09   | Kingston-on-Thames       |
| 1909–10   | Old Kingstonians         |
| 1910–11   | Walton-on-Thames         |
| 1911–12   | Guildford                |
| 1912–13   | Guildford                |
| 1913–14   | Camberley & Yorktown     |
| 1914–1920 | No competition           |
| 1920–21   | Farnham United Breweries |
| 1921–22   | Egham                    |

Surrey Intermediate League
| Mùa giải  | Vô địch                   |
| --------- | ------------------------- |
| 1922–23   | Chertsey Town             |
| 1923–24   | Kingstonian Dự bị         |
| 1924–25   | Vickers                   |
| 1925–26   |                           |
| 1926–27   | Horley                    |
| 1927–28   | Whyteleafe Albion         |
| 1928–29   |                           |
| 1929–30   | Farnham Town              |
| 1930–31   | Farnham Town              |
| 1931–32   | Thornville                |
| 1932–33   | Addlestone                |
| 1933–34   | Brookwood Mental Hospital |
| 1934–35   | Brookwood Mental Hospital |
| 1935–36   | Knaphill                  |
| 1936–37   | Badshot Lea               |
| 1937–38   | Badshot Lea               |
| 1938–39   | Farnham Post Office       |
| 1939–1946 | No competition            |
| 1946–47   |                           |
| 1947–48   | Haslemere & Shottermill   |
| 1948–49   | Ash United                |
| 1949–50   | Cove                      |
| 1950–51   | Cove                      |
| 1951–52   | Ash United                |
| 1952–53   | Cove                      |
| 1953–54   | Cove                      |
| 1954–55   | Shottermill               |
| 1955–56   | Merrow                    |
| 1956–57   | Brookwood Mental Hospital |
| 1957–58   | Merrow                    |
| 1958–59   | Frimley Green             |
| 1959–60   | Frimley Green             |
| 1960–61   | Haslemere                 |
| 1961–62   | Farnborough               |
| 1962–63   | Farnborough               |
| 1963–64   | Cove                      |
| 1964–65   | Ash United                |
| 1965–66   | Ham                       |
| 1966–67   | Ash United                |
| 1967–68   | Cove                      |
| 1968–69   | Merrow                    |
| 1969–70   | Sheerwater                |
| 1970–71   | Merrow                    |
| 1971–72   | Shottermill               |
| 1972–73   | Merrow                    |
| 1973–74   | Cranleigh United          |
| 1974–75   | Ashford Town (Middx)      |
| 1975–76   | Merrow                    |
| 1976–77   | Cranleigh United          |
| 1977–78   | Cranleigh United          |
| 1978–79   | Wrecclesham               |
| 1979–80   | Wrecclesham               |
| 1980–81   | Witley                    |
| 1981–82   | Merrow                    |

| Mùa giải  | Division One          | Division Two            | Division Three    |
| --------- | --------------------- | ----------------------- | ----------------- |
| 1982–83   | Ewhurst               |                         |                   |
| 1983–84   | Haslemere             | Weysiders               |                   |
| 1984–85   | Weysiders             |                         |                   |
| 1985–86   | Badshot Lea           |                         |                   |
| 1986–87   | Bagshot               |                         |                   |
| 1987–88   | Surrey Police         |                         |                   |
| 1988–89   | Ottershaw             |                         |                   |
| 1989–90   | Lion Sports           |                         |                   |
| 1990–91   | Burpham               | Windlesham United       |                   |
| 1991–92   | Sheerwater            |                         |                   |
| 1992–93   | Bisley Sports         |                         |                   |
| 1993–94   | Shottermill           |                         |                   |
| 1994–95   | Tongham               |                         |                   |
| 1995–96   | Haslemere             |                         |                   |
| 1996–97   | Haslemere             |                         | Weysiders         |
| 1997–98   | Chiddingfold          |                         |                   |
| 1998–99   | Merrow                |                         |                   |
| 1999–2000 | Merrow                | Royal Holloway Old Boys |                   |
| 2000–01   | Woking Park & Horsell |                         |                   |
| 2001–02   | Staines Lammas        |                         | Windlesham United |
| 2002–03   | Merrow                |                         |                   |

| Mùa giải | Premier Division      | Division One          |
| -------- | --------------------- | --------------------- |
| 2003–04  | Bedfont Green         | Shalford              |
| 2004–05  | Tongham               | Old Rutlishians       |
| 2005–06  | Old Rutlishians       | Knaphill              |
| 2006–07  | Knaphill              | Liphook               |
| 2007–08  | Horsley               | Worplesdon Phoenix    |
| 2008–09  | Ripley Village        | Abbey Rangers         |
| 2009–10  | Burpham               | University of Surrey  |
| 2010–11  | Wrecclesham           | Cranleigh             |
| 2011–12  | Yateley Green         | AFC Spelthorne Sports |
| 2012–13  | Merrow                | Tongham               |
| 2013–14  | AFC Spelthorne Sports | Laleham               |
| 2014–15  | Laleham               | Egham Athletic        |